# Das leere Grab
Das leere Grab ist ein tansanisch-deutscher Dokumentarfilm unter der Regie von Agnes Lisa Wegner und Cece Mlay aus dem Jahr 2024. 

## Handlung
Das leere Grab erzählt von den Folgen der deutschen Kolonialherrschaft in tansanischen Familien und Gemeinschaften. Zehntausende menschliche Gebeine aus ehemaligen deutschen Kolonien lagern in deutschen Museen. Exemplarisch erzählt der Dokumentarfilm an zwei Familiengeschichten deren Suche nach ihren Vorfahren: Im Süden Tansanias suchen Cesilia und John Mbano nach den Spuren ihres Urgroßvaters, dessen Schädel, nach der Hinrichtung durch die deutsche Kolonialarmee, zu „Forschungszwecken“ nach Deutschland gebracht wurde. Auch Felix und Ernest Kaaya ringen im Dickicht deutscher und tansanischer Bürokratie um die Rückführung der Gebeine ihrer Vorfahren. Dabei wird deutlich, wie diese koloniale Praxis bis heute Spuren und Traumata hinterlassen hat und wie dringend überfällig die Aufarbeitung der deutschen Kolonialverbrechen ist. 

## Produktion

### Produktion und Förderungen
Eine Produktion von kurhaus Production und Kijiweni Productions, in Koproduktion mit ZDF – Das kleine Fernsehspiel. Gefördert durch MFG Medien- und Filmgesellschaft Baden-Württemberg, dem BKM (Die Beauftragte der Bundesregierung für Kultur und Medien), dem Deutschen Filmförderfonds und mit Unterstützung durch die Heinrich-Böll-Stiftung.

### Dreharbeiten und Veröffentlichung
Der Film hatte am 19. Februar 2024 auf der Berlinale seine Weltpremiere in der Sektion Berlinale Special. Der deutsche Kinostart fand am 23. Mai 2024 statt.

## Auszeichnungen und Nominierungen
Internationale Filmfestspiele Berlin 2024

## Rezeption
Der Film wurde von der Kritik positiv aufgenommen. Joachim Kurz lobte auf kino-zeit.de die „sehr präsente“ Filmmusik und den umsichtigen Schnitt. Beide hätten ihren Anteil daran, dass „die beeindruckende und wichtige Aufarbeitung“ „wie aus einem Guss“ erscheine. Dem Film sei auch der Einsatz an Schulen zu wünschen. Sophie Charlotte Rieger sah auf filmloewin.de in Das leere Grab einen wertvollen Beitrag zur Restitutions-Debatte.